# Nakajima J5N Tenrai
Le Nakajima J5N Tenrai (天雷, "Tonnerre Céleste") est un prototype de chasseur japonais abandonné de l'époque de la Seconde Guerre mondiale. Il fut développé comme étant un intercepteur bimoteur capable de contrer les attaques de Boeing B-29 Superfortress sur le territoire national du Japon, constamment bombardé durant la fin de la guerre.

## Conception
Au printemps de 1943, le Service aérien de la Marine impériale japonaise a lancé une demande pour un intercepteur bimoteur à siège unique capable d'atteindre une vitesse maximale de 666 km/h à 6 000 m d'altitude. Nakajima a soumis une proposition basée sur l'ancien chasseur de nuit trois places Nakajima J1N1 Geekko, bien que ce nouvel avion - désigné J5N1 - était légèrement plus petit. La disposition de la J5N était similaire à celle du J1N : une aile basse sur laquelle étaient montées les deux motrices, moteurs radiaux à 18 cylindres Nakajima Homare 21 de 1 990 ch, avec un long fuselage se terminant par une queue conventionnelle. Pour une utilisation maximale de la puissance des moteurs jumelés, de grandes hélices à quatre pales ont été installées, qui comprenaient également de grandes casseroles d'hélice. Les roues principales se rétractaient vers l'arrière dans les nacelles du moteur, et la roulette était fixe. L'habitacle, qui était placé au-dessus des ailes, comportait une verrière d'ouverture tribord. Le nez était profilé pour offrir au pilote une excellente visibilité vers l'avant lors de l'atterrissage, du décollage et du roulage.
L'armement du J5N devait se composer de deux canons de 30 mm et de deux canons de 20 mm, et l'emport d'une bombe centralisée de 250 kg était également prévu. Ayant été conçu pour abattre les B-29 Superfortress, grands, lourdement armés et très rapides, l'appareil se devait de posséder un armement lourd pour effectuer le plus de dégâts possible dans les courtes fenêtres de temps allouées pour les passes de tir. Pour concentrer la puissance de feu, les quatre canons ont été montés dans le nez de l'avion (à l'instar du Ki-83). Si un chasseur monomoteur avait la malchance de se retrouver face à un J5N, un seul coup d'un obus de 30 mm était plus que suffisant pour le détruire.

## Histoire opérationnelle
Impressionné par le design, la JNAF a autorisé le développement du J5N1 et lui a attribué le nom Tenrai, et six prototypes ont été demandés pour être construits. Les progrès ont été entravés par l'incapacité des moteurs à produire la puissance promise, et par une augmentation constante du poids de la cellule, car la nécessité de renverser la politique de longue date d'accorder une faible priorité à la protection blindée a entraîné une accumulation du poids de l'avion. Le premier prototype, dépourvu d'armement, a effectué son premier vol le 13 juillet 1944 et a été quelque peu décevant. La vitesse maximale atteinte était de seulement 597km/h, bien en dessous des 666km/h exigés. Bien que les cinq autres prototypes aient également volé et ce avec de nombreuses améliorations, l'avion n'a jamais atteint sa vitesse de conception, et le projet a été abandonné peu après en février 1945. Quatre des six avions expérimentaux ont été perdus à cause d'accidents.

## Variantes
- J5N1 : chasseur-intercepteur monoplace. Modèle initial. Six prototypes construits.

## Appareils similaires
- de Havilland Hornet
- Grumman F7F Tigercat
- Kawasaki Ki-96
- Mitsubishi Ki-83